# Yorkton
Yorkton és una ciutat situada al sud-est de Saskatchewan, 600 km al nord-oest de Winnipeg i 300 km al sud-est de Saskatoon. Segons el cens del Canadà de 2011 la població de la ciutat era de 15.669 habitants. Yorkton ha tingut una taxa de creixement del 4,2% des de 2006.
Yorkton va ser fundada el 1882 i incorporada com a ciutat en 1928. La ciutat està envoltada pel Municipat Rural d'Orkney Núm. 244 a l'oest i el Municipat Rural de Wallace Nº 243 a l'est.

## Demografia
Els primers pobladors de la colònia Yorkton eren anglesos d'Ontario Oriental i Gran Bretanya. Uns 6 km a l'oest hi havia colons escocesos en l'assentament d'Orkney. Un nombre significatiu dels residents també són descendents d'immigrants d'Ucraïna. que va venir al segle xx.
| Principals grups ètnics, 2011 | Principals grups ètnics, 2011 | Principals grups ètnics, 2011 |
| Grup ètnic                    | Població                      | Percent                       |
| ----------------------------- | ----------------------------- | ----------------------------- |
| Ucraïnesos                    | 5.615                         | 367,0%                        |
| Anglesos                      | 3.515                         | 23%                           |
| Alemanys                      | 3.450                         | 226,0%                        |
| Escocesos                     | 2.610                         | 171,0%                        |
| Polonesos                     | 1.865                         | 122,0%                        |
| Primeres Nacions/Métis        | 1.815                         | 119,0%                        |
| Irlandesos                    | 1.760                         | 115,0%                        |
| Francesos                     | 1,130                         | 74,0%                         |
| Escandinaus                   | 1,100                         | 72,0%                         |
| Total població responent      | 15280                         | 100%                          |

La ciutat de Yorkton, el Municipi Rural d'Orkney Núm. 244, la vila de Springside i la vila de Ebenezer formen l'aglomeració censal (CA) de Yorkton, Saskatchewan amb una població conjunta en 2011 de 18.238 en una superfície de 843,37 kilòmetres quadrats.
| 1901 | 1911  | 1921  | 1931  | 1941  | 1951  | 1961  | 1971   | 1981   | 1991   | 2001   | 2006   | 2011   |
| ---- | ----- | ----- | ----- | ----- | ----- | ----- | ------ | ------ | ------ | ------ | ------ | ------ |
| 700  | 2.309 | 5.151 | 5.027 | 5.586 | 7.074 | 9.995 | 13.430 | 15.339 | 15.315 | 15.107 | 15.038 | 15.669 |

## Història
En 1882 un grup d'empresaris i inversors va formar la York Farmers Colonization Company. Autoritzada per emetre fins a 300.000 dòlars en obligacions i amb condicions de crèdit indulgents del govern sobre la compra de terres, els representants de l'empresa foren encoratjats a visitar el districte d'Assiniboia de Territoris del Nord-oest amb la intenció de veure alguns terres de la Corona disponibles prop de la frontera de Manitoba. Van quedar impressionats amb el que van veure i el grup va comprar porcions de 6 viles prop del riu Whitesand (Saskatchewan) (ara Yorkton Creek) a l'efecte de colonització i establir un centre per a comerciar-hi. Aquest centre seria conegut com a Colònia de York.
La Companyia fundà la colònia per a pobladors als marges del riu Little Whitesand River repartint lots de terra lliurement entre els colonitzados disposats a comprar-la. La colònia va romandre al mateix lloc fins al 1889. Originàriament era situada a PT SE 1/4 13-26-4 W2M.
En 1889 el ferrocarril es va estendre a l'àrea de Yorkton. Va ser en aquest moment quan la colònia urbana es va traslladar al costat de la nova línia de tren.

## Festival de Cinema de Yorkton
Els festivals de cinema han estat una part permanent de la vida de Yorkton des que va aparèixer el projector l'octubre de 1950. En aquest moment va néixer el Festival de Cinema Documental de Yorkton. El component internacional va ser llançat en 1977, decidit a enfocar-se en el curtmetratge canadenc. El festival va canviar el seu nom pel Festival de Curtmetratges de Yorkton també el 1977. El 2009 es va convertir en el Festival de Cinema de Yorkton.